# Ingo-Zahl
Die Ingo-Zahl (auch INGO oder INGO-Zahl genannt) ist eine ehemalige Wertungszahl im Schach, mit der die Spielstärken einzelner Spieler bewertet und verglichen werden konnten.

## Allgemein
Der Erfinder der Ingo-Zahlen ist Anton Hößlinger. Er entwickelte das Verfahren und gab ihm den Namen nach seinem Wohnort Ingolstadt. Ab 1947 wurde dieses System in West-Deutschland angewendet, bis es 1991/92 durch die Deutsche Wertungszahl abgelöst wurde. Beim chinesischen Schach (Xiangqi) wird in Deutschland noch immer die Ingo-Wertung benutzt.
Bei der Einführung des Ingo-Systems halfen Manfred Hollack (Hessen), Hermann Markgraf (Hamburg), Hans Rammin (Berlin), Heinz Wilms und Karl-Heinz Glenz (Nordrhein-Westfalen), Eduard von Wolff (Niedersachsen), Reinhard Cherubim (englische Turniere) und Georg Müller (Rheinland-Pfalz).
Die Ingo-Zahlen der einzelnen Spieler wurden im „Ingo-Spiegel“ veröffentlicht. Dieser erschien einmal pro Jahr von 1957 bis 1964, 1966, 1967 und von 1975 bis 1991. Leiter der sogenannten „Ingo-Zentrale“ war Hermann Markgraf von 1960 bis zu seinem Tod am 16. März 1974. Sein Nachfolger war  bis 1994 Karl-Heinz Glenz. Im Jahre 1974 schuf der Kongress des DSB die „Ingo-Elo-Zentrale“. Leiter war Karl-Heinz Glenz, Stellvertreter Manfred Hollack.
Ein Spieler mit einer niedrigen Ingo-Zahl ist besser als ein Spieler mit einer hohen Ingo-Zahl. Die meisten Vereinsspieler haben eine Spielstärke zwischen 100 und 190. Die Ingo-Skala ist nicht bei 0 zu Ende, ein Spieler mit 0 Ingopunkten hat eine entsprechende Spielstärke von 2840 Elo-Punkten und kann sich theoretisch natürlich noch weiter steigern. Bei einer Differenz von 25 Punkten liegt die nach dem Ingo-System zu erwartende Durchschnittspunktzahl bei 75 % (gegenüber 76 % bei der Schätzung über das Elo-System, Umrechnung siehe unten). Bei 50 Ingo-Punkten Differenz liegt die Punkteerwartung nach Ingo bei 100 % (nach Elo bei ca. 91 %).
Ursache für diesen Unterschied ist die lineare Berechnung der Gewinnerwartung im Ingo-System. Dies war notwendig, um eine effektive manuelle Auswertung zu ermöglichen.

## Berechnung
Die Ingo-Leistung {\displaystyle H} (Turniererfolgszahl, sog. „Halbzahl“, deswegen H) berechnete sich aus der durchschnittlichen Ingo-Zahl der Gegner {\displaystyle {\bar {G}}} und den durchschnittlich erzielten Punkten gegen diese Gegner {\displaystyle {\bar {S}}} mit der Formel:
{\displaystyle H={\overline {G}}-\left(100\cdot {\overline {S}}-50\right)={\frac {1}{n}}\sum _{i}^{n}I_{i}-\left(100\cdot {\frac {1}{n}}\sum _{i}^{n}s_{i}-50\right)}
Die neue Ingowertung {\displaystyle I_{\mathrm {neu} }} berechnete sich dann wie folgt:
{\displaystyle I_{\mathrm {neu} }={\frac {H\cdot n+I_{\mathrm {alt} }\cdot E}{n+E}}}
Ialt: alter Ingo-Wert
H: Ingo-Leistung (Turniererfolgszahl)
n: Anzahl gespielte Partien
E: Entwicklungskoeefizient (Diese richtete sich nach dem Alter des auszuwertenden Spielers: Ist dieser jünger als zwanzig Jahre betrug er 10, ist er zwischen 20 und 25, betrug er 15, und ab einem Alter von 25 betrug er 20)
Die Idee des Entwicklungskoeffizienten, der sich nach dem Alter des auszuwertenden Spielers richtete, trug der Erfahrung Rechnung, dass jüngere Spieler stärker in ihrer Leistung schwanken, sodass deren bisherige Ingozahl geringer zu gewichten ist. Die Bezeichnung Entwicklungskoeffizient ist erst später mit der Einführung des Elo- und DWZ-Systems aufgekommen. Der gebräuchliche Begriff war „Faktor“.
Ein Vorteil des Ingo-Wertzahlsystems besteht darin, dass sehr leicht aus der eigenen Wertungszahl W und der Wertungszahl des Gegners G die Punkterwartung P abgeschätzt werden kann.
{\displaystyle P=0{,}5+{\frac {G-W}{100}}}
Beispiel: Ein Spieler mit einer Ingo-Zahl von 130 spielt gegen einen anderen mit einer Zahl von 160. Es ergibt sich eine Erwartung von 0,5 + 1,6 - 1,3 = 0,8 = 80 %. Dies bedeutet, dass bei 100 Partien im Durchschnitt zu erwarten ist, dass der bessere Spieler 80 Punkte erzielt.
Je ein Ingo-Punkt mehr Abstand entspricht also einem Prozentpunkt bei der Ergebnisschätzung. Aus dieser Formel lässt sich die obige Formel für die Turnierleistung herleiten (es ist ein Maximum-Likelihood-Schätzer).

## Umrechnungen

### Elo
Mit Einführung der Elo-Zahlen ermittelten Reinhard Cherubim, Manfred Hollack und Arpad Elo eine lineare Umrechnungsformel, mit der man aus der Ingo-Zahl {\displaystyle I} die Elo-Zahl {\displaystyle R} ermittelt:
{\displaystyle R=2840-8\cdot I}
Mit der folgenden Formel kann aus einer Elo-Zahl {\displaystyle R} eine Ingo-Zahl {\displaystyle I} errechnet werden:
{\displaystyle I=355-{\frac {R}{8}}}

### DWZ
Bei der Umrechnung der Ingo-Zahlen in die DWZ, die die gleiche Skala wie die Elo-Zahlen verwendet, stellte sich heraus, dass sich (kleinere) lokale Unterschiede in der Bedeutung herausgebildet hatten. Da fast alle Spiele nur zwischen Spielern einer Region stattfinden, waren die Skalen in den Jahrzehnten leicht „verrutscht“. Daher wurde bei der Umrechnung nicht exakt die angegebene Elo-Formel verwendet, sondern es wurden von Bundesland zu Bundesland unterschiedliche Normierungsfaktoren verwendet. Allerdings waren die Unterschiede nicht übermäßig groß, sodass die angegebene Formel immer einen guten Richtwert darstellt.